# سوتالول
سوتالول (به انگلیسی: Sotalol)
رده درمانی: بلوک‌کننده بتا و ضد آریتمی قلب
اشکال دارویی: قرص

## موارد مصرف
درمان آریتسوتالولمی‌های قلبی به خصوص آریتمی بطنی.

## مکانیسم اثر
با بلوک گیرنده سمپاتیک نوع بتا در سلول‌های قلبی موجب کاهش تعداد ضربان قلب، کاهش سرعت هدایت امواج در گره AV و افزایش زمان تحریک‌ناپذیری سلول‌های قلبی می‌شود.سوتالول بلوک‌کننده غیراختصاصی گیرنده‌های سمپاتیک نوع بتا یک و بتا دو است.

## عوارض جانبی
سرگیجه، خستگی، برادیکاردی، اختلال تنفسی، افزایش آنزیم‌های کبدی، تهوع، تنگی نفس، آریتمی، نارسایی قلبی.